# Stanislav Kovanda
Stanislav Kovanda (28. ledna 1878 Nedvězí – 17. února 1954 Brno) byl moravský učitel a spisovatel.

## Život
Narodil se v rodině Josefa Kovandy, učitele v Nedvězí a Anny rozené Feltlové. Po maturitě na brněnském gymnáziu studoval matematiku a fyziku na Filozofické fakultě Univerzitě Karlově v Praze. Učil na středních školách v Mladé Boleslavi (1901–1902), Boskovicích (1902–1905), Strážnici (1905–1913) a Přerově (zde založil časopis Umělecká stráž). R. 1919 byl povolán za ředitele nového gymnázia ve Zvolenu, kde působil až do r. 1938. Od roku 1939 žil jako penzista v Brně. Během pobytu ve Zvolenu byl veřejně činný, založil zde Spevácke sdruženie pohronské, které i dirigoval, spolupracoval s místními ochotníky a založil časopis Pluh. Byl členem Moravského kola spisovatelů (1912–1945), po jeho založení v roce 1912 byl zvolen pokladníkem. V roce 1917 byl spolusignatářem Manifestu českých spisovatelů.
Je pohřben na Ústředním hřbitově v Brně.

## Dílo
Kovandova díla přijala kritika v počátcích jeho dráhy v zásadě příznivě. V roce 1944, po čtyřiceti letech Kovandovy literární činnosti, už ale hodnotily Lidové noviny jeho nový román Přišlá jako sice napsaný s poctivým úmyslem, ale rozvleklý. Podle recenzenta setrval autor v dřívějším pojetí realismu a román již neodpovídal současnému vývoji.

### Deníky a časopisy
Stanislav Kovanda přispíval do řady periodik jako Zlatá Praha, Lumír, Lidové noviny (Minutové povídky pod pseudonymem J. Pcháč) a řady dalších.

### Knižní vydání
- Po desíti letech (Zábřeh, nákladem vlastním, 1907)
- Minutové povídky (pod pseudonymem J. Pcháč; Brno, Brumovský, 1909)
- Stranou hlučných cest (povídky a jiné; Moravská Ostrava, Brno, Revue moravsko-slezská, 1909);
- Mikropolita (vymezení pojmu; V Praze, Stopa, 1911)
- Na skřipci (povídky; V Praze, J. Otto, 1911)
- Trny (povídky; Brno, A. Píša, 1913)
- V masopustní noci (Přerov, Přerovský Obzor, 1916)
- Jitro (komedie o 1 dějství; Praha, František Švejda, 1917)
- Z příkazu tatínkova (studentské příběhy; V Pacově, Přemysl Plaček, 1918)
- Založení hradu Boskovic (loutková hra o třech dějstvích; V Brně, Alešova loutková scéna, 1919)
- Marcipánová chalúpka (Prostonárodní pohádka pre lútkohru s 4 dej.; Královské Vinohrady, Dr. J. Veselý, Vilímek, 1920)
- Pianista z baru (Román; Brno, Druž. Mor. kola spis., 1935 (?) )
- Na Trenčianskom zámku (hra zo slovenských dejín s 4 dejstvami pre lútkové divadlo; Praha, Indrich Veselý,	1920)
- V duchu Smetanovom (učebnica spevu pre stredné školy, diel prvý pre prvú triedu; Praha, Prešov, Československá grafická Unia, 1936 a 1937)
- Přišlá (romá; Mor. Ostrava, Praha, Josef Lukasík,	1943)
- S pepřem a solí (úsměvné prózy; Brno, Družstvo Moravského kola spisovatelů, 1943)
- Větévka (Balady a jiné básně; Ostrava, Knihovna Literárního kruhu, 1947)
- Šťastnou cestu! (Studentíkovy příběhy, ilustrace Jan Černý; V Brně, Družstvo Moravského kola spisovatelů,	1948)
- Vinobraní (Čtyři hrozny veršů, spoluautoři Jaroslav Marcha, Stanislav Kovanda, Josef Cipr, Vladimír Kantor; Ve Velkých Pavlovicích, Vinařské družstvo, 1948)
- Horna žienka (Z češt. přel. Ján Irmler a M. Chorváth; Bratislava, Práca, 1949)
- Čína ve skizzáři (spoluautoři František Skála, Stanislav Kovanda, Miroslav Marek, ilustrace František Skála; Praha, Mladá fronta,	1954)